# Telang Karya
Telang Karya is een bestuurslaag in het regentschap Banyuasin van de provincie Zuid-Sumatra, Indonesië. Telang Karya telt 2964 inwoners (volkstelling 2010).